# 肥前忠吉 (初代)

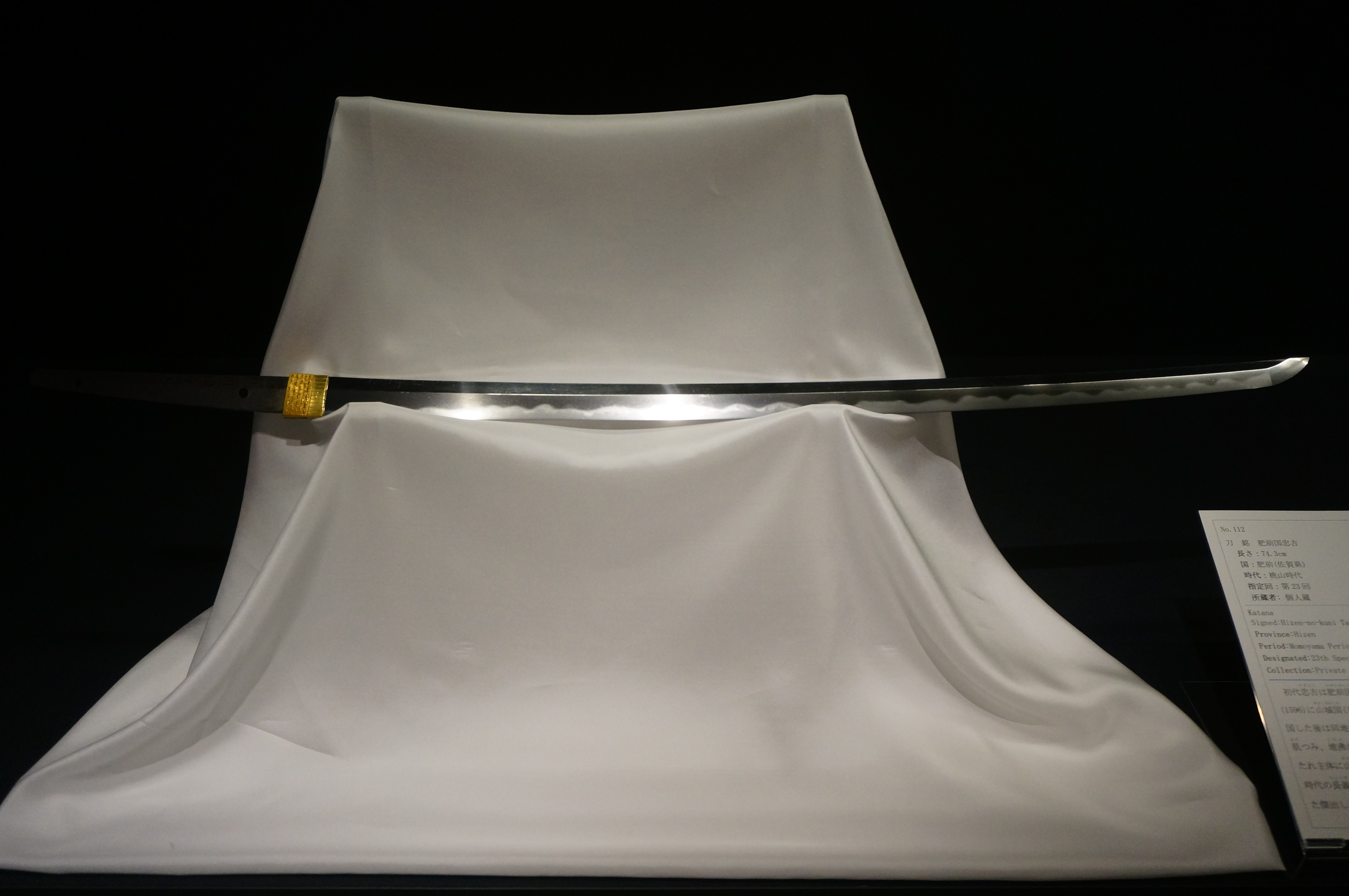
刀 銘 肥前国忠吉、安土桃山時代、特別重要刀剣

初代 忠吉（しょだい ただよし）は、日本の武士・刀工。安土桃山時代から江戸時代初期に肥前を中心に活躍した新刀鍛冶として知られる。号が忠吉（後に忠広）であり、本名は橋本新左衛門。新刀最上作最上大業物であり、名手とされる。

## 来歴
1572年（元亀3年）、佐賀郡高木瀬村長瀬（現佐賀県佐賀市高木瀬町大字長瀬）に龍造寺家の家臣である橋本道弘の子として生まれた。橋本家は元々武士で少弐氏の一族とされる。九州の大名龍造寺氏に仕えていたが、祖父の盛弘と父の道弘は1584年（天正12年）3月24日に島原での沖田畷の戦いの際に討死をしている。この時忠吉はまだ13歳であったがために、軍役叶わずとして知行断絶した。
このため一家は刀匠に転身し、1596年（慶長元年）に 上京して、山城国の埋忠明寿（うめただみょうじゅ）の門に入り刀工としての技を磨いた。1598年（慶長3年）に帰国して佐賀城下町（現長瀬町）に居を構え、鍋島勝茂から戦功ある家柄であったということで橋本家は鋳物師の谷口家（初代谷口清左衛門長光）とともに佐賀藩の手明鑓格（藩士）として、世禄二十五石であらためて取立てられ、代々藩工として栄えた。

## 作刀
制作の時期により、五字忠銘、秀岸銘、住人銘、改銘後の忠広銘に分かれる。 初期は「五字忠銘」といって「肥前国忠吉」の銘がほとんどのようである。 秀岸というのは僧侶らしく、この人の書く字を真似て切った癖のある切銘のことを言う。 秀岸銘をやめてのち、「肥前国住人忠吉作」などと切る住人銘になる。 晩年は武蔵大掾を受領し名を「忠広」と改め「武蔵大掾藤原忠広」と切る。 重要美術品の刀、脇差しがある。息子の近江大掾忠広以下、幕末まで一貫して続く肥前刀の開祖といえよう。

## 刀の所有歴があると言われる人
- 田宮重正 - 田宮流居合の開祖　元和五年に肥前の初代忠吉に刀を注文する。
- 勝海舟
- 岡田以蔵
- 萬屋錦之介　愛刀百華選165pにて紹介
- 佐田の山晋松　愛刀百華選164pにて紹介

## 墓地
真覚寺（浄土真宗本願寺派）
- 2代より9代の墓は長安寺（浄土真宗本願寺派）